# Зборовский, Гарольд Ефимович
Гаро́льд Ефи́мович Зборо́вский (род. 17 сентября 1938, Баку, Азербайджанская ССР, СССР) — советский и российский социолог, специалист по социологии досуга. Доктор философских наук, профессор. Заслуженный деятель науки Российской Федерации.
Вице-президент Российского общества социологов, постоянный член и в 1991—1994 годах — председатель бюро Уральского отделения общества; член Европейской социологической ассоциации.

## Биография
В 1959 году окончил исторический факультет Уральского государственного университета имени А. М. Горького.
В 1959—1963 — преподавал историю в средней школе.
С 1963 года преподаёт в высших учебных заведениях Екатеринбурга. Ранее работал в таких вузах, как УрГПУ, РГППУ (где является основателем кафедры социологии) и других.
В 1965 году в Уральском государственном университете имени А. М. Горького защитил диссертацию на соискание учёной степени кандидата философских наук по теме «Критика современной буржуазной „социологии досуга“» В 1973 году там же защитил диссертацию на соискание учёной степени доктора философских наук по теме «Свободное время как социологическая категория: (Социально-исторический анализ)».
В 1981—2002 годах работал в Российской государственном профессионально-педагогическом университете, где с 1989 года заведовал кафедрой социологии, а с 1998 года по 2001 год был директором Института социологии и экономики.
С 2002 года — декан социологического факультета, профессор и заведующий кафедрой социологии Гуманитарного университета Екатеринбурга.
Профессор кафедры социологии и социальных технологий управления Уральского федерального университета имени первого Президента России Б. Н. Ельцина.
Главный научный сотрудник лаборатории региональных исследований Сургутского государственного педагогического университета.
Член редакционной коллегии журнала «Высшее образование в России» и член редакционного совета журнала «Социологические исследования».
Членом диссертационного совета УГТУ-УПИ по защите кандидатских диссертаций по социологическим наукам.
Автор более 400 научных трудов (включая 45 учебников, учебных пособий, монографий) по вопросам теории и истории социологии, проблемам методологии, социальному пространству и времени, образу жизни, личности, социологии образования, социологии управления, социологии культуры, социологии досуга, прикладной социологии.

## Награды
- Заслуженный деятель науки Российской Федерации (1995)
- Серебряная медаль имени Питирима Сорокина

## Научные труды
- Добреньков В. И., Зборовский Г. Е., Нечаев В. Я. Проблемы и задачи социологического образования // Научный информационно-аналитический журнал «Образование и общество». — № 6. — 2003.
- Добреньков В. И., Зборовский Г. Е., Нечаев В. Я. Социологическое образование в России. — М.: Альфа—М., 2003. — 329 с.
- Зборовский Г. Е. История социологии / Под ред. И. Б. Зорько, Н. Я. Марголина. — М.: Гардарики, 2007. — 608 с. — ISBN 5-8297-0180-4. Архивировано 18 мая 2011 года.
- Зборовский Г. Е., Мансуров В. А. «Переосмысливая неравенство» // Социологические исследования. — 2006. — № 7.
- Зборовский Г. Е. История социологии: классический этап: учебник для вузов / Г. Е. Зборовский ; Гос. образоват. учреждение высш. проф. образования ХМАО – Югры «Сургут. гос. пед. ун-т»; Урал. федерал. ун-т им. первого Президента России Б. Н. Ельцина. — 2-е изд. испр. и доп.. — Сургут и [др.]: РИО СурГПУ, 2014. — 212 с. — ISBN 978-5-93190-335-4.
- Зборовский Г. Е. История социологии: современный этап: учебник для вузов / Г. Е. Зборовский ; Гос. образоват. учреждение высш. проф. образования ХМАО – Югры «Сургут. гос. пед. ун-т» ; Федер. гос. авт. образоват. учреждение высш. проф. образования «Урал. федер. ун-т им. первого Президента России Б. Н. Ельцина». — 2-е изд., испр. и доп. — Сургут [и др.]: РИО СурГПУ, 2015. — 260 с. — ISBN 978-5-93190-308-8.